# Marcello Novaes
Marcello Tolentino Novaes (n. 13 august 1962, Rio de Janeiro, Rio de Janeiro, Brazilia) este un actor brazilian.
A avut premiera la TV în 1988, cu Vale Tudo. A jucat același rol de două ori în romane separate, ambele semnate de Sílvio de Abreu, au dat viața fiului lui Dona Armenia, Geraldo, în parcelele respective, Rainha da Sucata și Deus nos Acuda.
Primul său protagonist a venit în 1994, mecanicul Raí de Quatro por Quatro. În timpul acestei lucrări sa întâlnit și sa îndrăgostit de actrița Letícia Spiller, cuplul său romantic din roman. Cei doi s-au căsătorit și doi ani mai târziu au avut un fiu pe nume Pedro. El a fost anterior căsătorit cu femeia de afaceri Sheyla Beta, cu care avea un fiu, Diogo.